# Бурак Юлія Василівна
Юлія Василівна Бурак (нар. 1921, тепер Львівська область — ?) — українська радянська діячка, новатор виробництва, регулювальниця радіоапаратури, старший майстер відділу технічного контролю Львівського виробничого об'єднання «Електрон» Львівської області. Герой Соціалістичної Праці (26.04.1971). Депутат Верховної Ради УРСР 4—5-го скликань.

## Біографія
Народилася в родині залізничника. У 1937 році закінчила два курси Львівської торговельної школи.
Трудову діяльність розпочала в 1937 році на Львівській приватній фабриці «Контакт». З 1939 року працювала секретарем дирекції заводу, а потім техніком-регулювальником Львівського заводу «Контакт».
Після завершення німецько-радянської війни продовжила працю на заводі «Контакт». З 1950 року працювала старшим контрольним майстром відділу технічного контролю цеху складання електролічильників, а після реорганізації заводу «Контакт» у Львівський телевізорний завод в 1957 році — старшим контрольним майстром відділу технічного контролю та регулювальницею радіоапаратури. Виконувала виробничу норму на 150—180%.
З 1970 року — регулювальниця радіоапаратури, старший майстер відділу технічного контролю Львівського виробничого об'єднання «Електрон» Львівської області.
Указом Президії Верховної Ради СРСР від 26 квітня 1971 року, «за видатні заслуги у виконанні п'ятирічного плану і створенні нової техніки», Юлії Бурак присвоєно звання Героя Соціалістичної Праці з врученням ордена Леніна і золотої медалі «Серп і Молот».
Вибиралася членом Української республіканської ради профспілок, членом Комітету радянських жінок, депутатом Львівської міської ради депутатів трудящих.
З 1976 року — на пенсії в місті Львові. Очолювала жіночу раду Львівського виробничого об'єднання «Електрон».

## Нагороди
- Герой Соціалістичної Праці (26.04.1971)
- два ордени Леніна (7.03.1960, 26.04.1971)
- медалі